# Snorp
Snorp är en bebyggelse sydväst om Järna i Södertälje kommun. År 2020 avgränsade SCB här en småort.